# Републикански път III-5504
Републикански път IIІ-5504 е третокласен път, част от Републиканската пътна мрежа на България, преминаващ изцяло по територията на Старозагорска област, Община Гълъбово. Дължината му е 16,8 km.
Пътят се отклонява надясно при 138,6 km на Републикански път II-55 в най-западната част на село Мъдрец и се насочва на запад през най-източната част на Горнотракийската низина, надолу по долината на река Соколица (ляв приток на Сазлийка, от басейна на Марица). Последователно преминава през селата Искрица, Медникарово и Обручище и в източната част на град Гълъбово, в непосредствена близост до „Брикел“ се свързва с Републикански път III-554 при неговия 39,9 km.
| Пътища, отклоняващи се надясно (населено място, № на пътя, посока на пътя) | km   | Пътища, отклоняващи се наляво (посока на пътя, № на пътя, населено място) |
| -------------------------------------------------------------------------- | ---- | ------------------------------------------------------------------------- |
| Община Гълъбово, II-55, 138,6 km, с. Мъдрец →                              | 0,0  | → с. Мъдрец, 138,6 km, II-55, Община Гълъбово                             |
| с. Искрица                                                                 | 3,9  | с. Искрица                                                                |
| с. Медникарово                                                             | 7,6  | с. Медникарово                                                            |
| (за ТЕЦ Марица изток 3) общински път ←                                     | 9,2  |                                                                           |
| с. Обручище                                                                | 14,4 | с. Обручище                                                               |
| (от гр. Нова Загора) \| III-554, 39,9 km, гр. Гълъбово →                   | 16,8 | → гр. Гълъбово, 39,9 km, III-554 (до 331,4 km на I-8)                     |